# کازو کیتامورا
کازو کیتامورا (به انگلیسی: Kusuo Kitamura) (زادهٔ ۱۹ اکتبر ۱۹۱۷) شناگر اهل ژاپن است.